# Gossea brachymera
Gossea brachymera is een hydroïdpoliep uit de familie Olindiasidae. De poliep komt uit het geslacht Gossea. Gossea brachymera werd in 1909 voor het eerst wetenschappelijk beschreven door Bigelow. 